# Старший батальйонний комісар

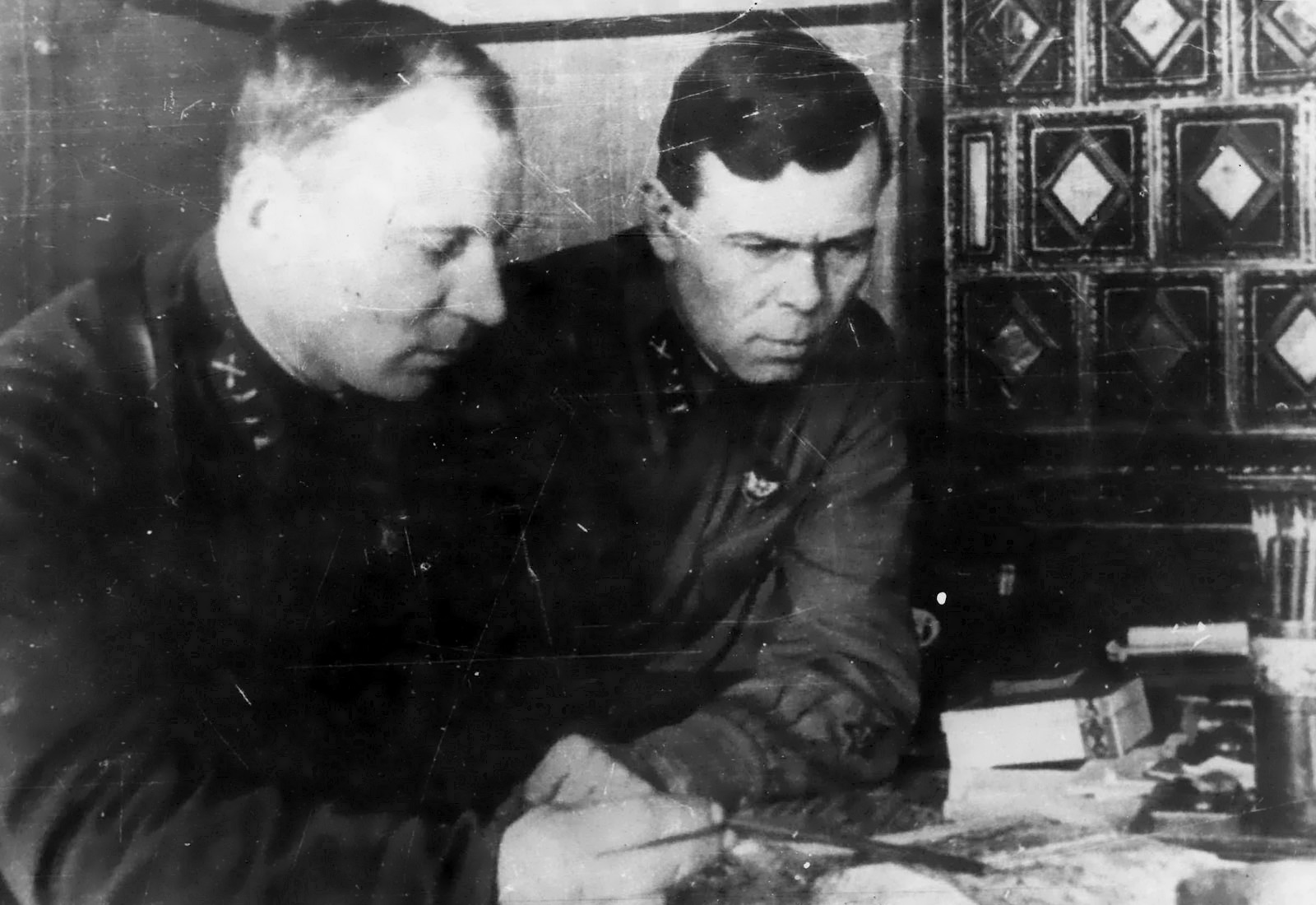
Командир 732-го зенітно-артилерійського полку полковник М. Т. Бондаренко і комісар полку, старший батальйонний комісар Г. І. Морозкін, Тула, жовтень - листопад 1941 року.

Ста́рший батальйо́нний коміса́р — військове звання старшого військово-політичного складу збройних сил Радянського Союзу з 1940 до 1942. Військові звання старшого батальйонного комісара і підполковника були введені наказом НКО №226 від 26 липня 1940 року.
Вище за рангом ніж батальйонний комісар, але нижче ніж полковий комісар. Дорівнювало військовому званню підполковник.

## Історія
У 1935 році з введенням персональних військових звань командного складу були серед інших звань начальницького складу також введені спеціальні звання для політробітників (від політрука до армійського комісару 1-го рангу).
Військове звання  військово-політичного складу старший батальйонний комісар,було додатково введено до існуючих звань з 30 липня 1940 року Постановою РНК № 2690 від 1 вересня 1939 року, оголошеного Наказом НКО № 226 від 26 липня 1940 року, одночасно з військовим званням командного складу, підполковник.  Звання підполковника та старшого бригадного комісару, повинні були заповнити великий інтервал між званнями майор (батальйонний комісар) та полковник (полковий комісар)..
Рішенням ДКО від 9 жовтня 1942 року в армії і на флоті була ліквідована система військових комісарів, і всім їм надаються командні звання. Причому звання надавалися на ступінь нижче. Так наприклад, якщо раніше молодший політрук дорівнював лейтенантові, то нове звання йому надавалося - молодший лейтенант. Різко було скорочено число політичних посад. Частина вчорашніх політруків і комісарів призначалися заступниками командирів по політчастині (від роти і вище), частина була переведена на командні посади. Якщо раніше політрук або комісар користувалися рівною з командиром владою в підрозділі, частині, то тепер вони стали заступниками командирів.

## Знаки розрізнення

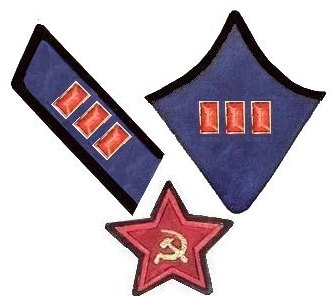
Знаки розрізнення старшого батальйонного комісара (1940-1942). Військовий комісар у кавалерії

Для звання старший батальйонний комісар був встановлений знак розрізнення в три шпали в петлиці, як у підполковника, відрізняючись тільки окантовкою петлиць. До 1940 року це були відзнаки полкового комісара. Замість командирської золотистої окантовки була чорна (на чорних петлицях-червона), як у решти політпрацівників, а також у молодшого комскладу і червоноармійців. Колір петлиць залежав від роду військ підрозділу, до якого був приписаний військовий комісар. Міг бути як малиновим, чорним, синім або блакитним. Емблеми родів військ на петлиці не кріпилися (фотографії вказують, що це правило могло порушаться).
Військовослужбовці вищого політичного складу мали на обох рукавах вище за обшлаг або манжету однакові для всіх звань червоні суконні зірки діаметром 55 мм. Зірки по краю обшивалися червоною шовковою ниткою, а в центрі мали вишиті золотистою ниткою серп і молот.
| Молодше звання Батальйонний комісар | ГПУ РСЧА СРСР Старший батальйонний комісар | Старше звання Полковий комісар |